# Höyheninen
Höyheninen eller Höyhennysjärvi är en sjö i Finland. Den ligger i kommunen Padasjoki i landskapet Päijänne-Tavastland, i den södra delen av landet, 130 km norr om huvudstaden Helsingfors. Höyheninen ligger 147,5 meter över havet. Arean är 91,6 hektar och strandlinjen är 9,38 kilometer lång. Sjön  ingår i Kumo älvs huvudavrinningsområde.   I omgivningarna runt Höyheninen växer i huvudsak barrskog.